# Góra Wysoka (Wysoczyzna Choczewska)
Góra Wysoka – wzgórze o wysokości 179,2 m n.p.m., położone w województwie pomorskim, powiecie wejherowskim, gminie Łęczyce. Góra Wysoka jest najwyższym wzniesieniem Wysoczyzny Choczewskiej. Znajduje się na południowym krańcu tej wysoczyzny na styku z mezoregionem fizycznogeograficznym Pradoliną Redy-Łeby. Wzgórze leży w odległości ok. 4 km na północny wschód od miejscowości Chmieleniec, ok. 2 km na zachód od wsi Łęczyn i ok. 1,3 km na zachód od Gromadzkiej Góry.

## Nazwa
Wzniesienie do końca II wojny światowej nosiła nazwę Hoher Berg. Niemieckie mapy z tego okresu wskazują na wysokość wzniesienia wynoszącą 179,1 m n.p.m..